# Crna Glava
Crna Glava (Servisch cyrillisch Црна Глава) is een plaats in de Servische gemeente  Raška. De plaats telt 246 inwoners (2002).